# Presentazione al Tempio (Lochner Lisbona)
La Presentazione al Tempio è un dipinto del pittore tedesco Stephan Lochner realizzato nel 1447 e conservato nel Museo Calouste Gulbenkian a Lisbona in Portogallo.

## Storia
Un tempo era l'ala di un dittico, il pannello opposto, ora separato, era una rappresentazione della Natività. Il suo rovescio mostra la stigmatizzazione di San Francesco. Il pannello è dedicato a Santa Caterina e mostra la presentazione al Tempio. È il primo dei due trattamenti di Lochner sull'argomento: un dipinto più grande completato due anni dopo è conservato presso l'Hessisches Landesmuseum Darmstadt a Darmstadt in Germania. I due pannelli sono gli unici dipinti datati conosciuti lasciati da Lochner.
L'opera sembra derivata e influenzata dall'arte fiamminga; la somiglianza può essere vista nel tipo di viso dato a Simeone, così come in alcuni elementi dell'architettura.

## Descrizione

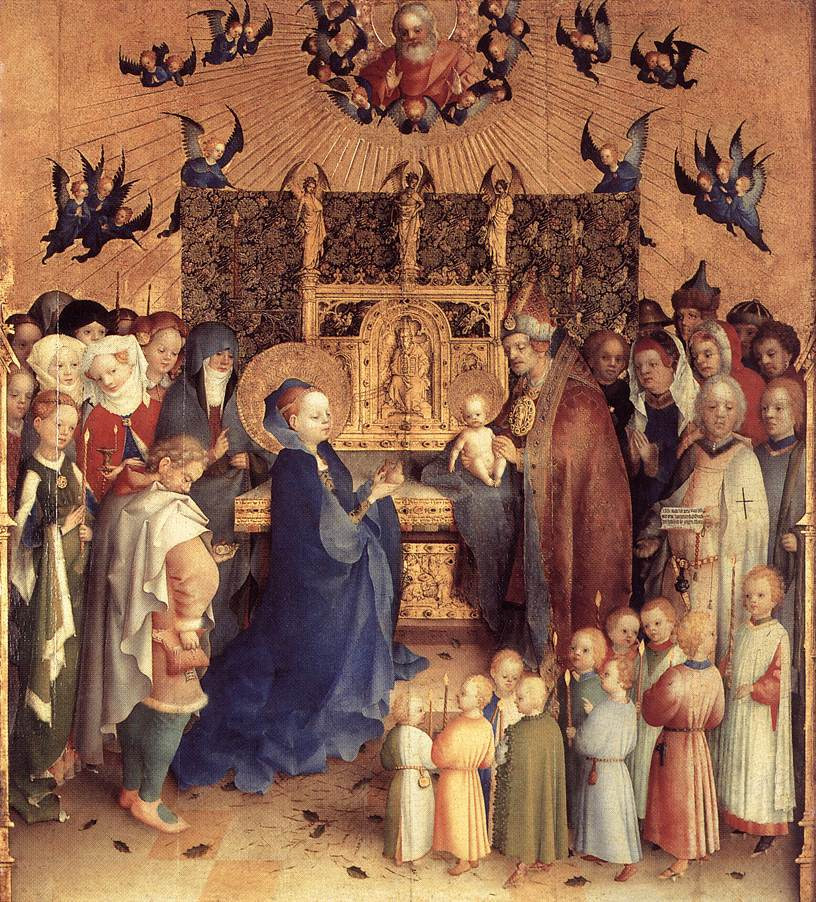
Presentazione al Tempio, 1447

Il dipinto è in stile gotico internazionale. È piuttosto statico e scultoreo, con qualsiasi azione limitata ai personaggi principali posizionati al centro del pannello. La scena è ambientata in un edificio simile ad un'abside a cupola, poiché una pala d'altare è al centro della scena, presumibilmente è una chiesa. La Vergine si trova a sinistra, alla sua destra è Anna la profetessa e dietro di lei, solo parzialmente visibile è San Giuseppe, che regge le colombe sacrificali. Simeone è vestito di verde e sembra piuttosto regale, sebbene sembri piangere, forse perché conosce la tragedia che attende a Cristo nella vita futura. Tiene in braccio Gesù Cristo, la vetrata dietro di loro mostra una rappresentazione di Mosè il quale tiene in mano le Tavole di Pietra.
La versione successiva è più ampia, contiene molti più personaggi e approfondisce le fasi successive della storia biblica. La riflessologia indica che è stata intrapresa pochissima preparazione preliminare prima dell'applicazione della vernice finale. Il pannello è in ottime condizioni e ha subito solo lievi perdite di vernice. La pittura esterna è meno ben conservata, con graffi e perdite di vernice su passaggi importanti. È dipinto su un'unica tavola di quercia, con venatura verticale. Sebbene il dipinto sia piuttosto piatto, la prospettiva viene raggiunta attraverso la sottile caduta di luce che crea distanza tra la parete posteriore e l'arco di inquadratura. Altri metodi di rappresentazione della recessione includono le dimensioni relative delle piastrelle del pavimento e la sovrapposizione di figure.